# Josafá Menezes da Silva
Josafá Menezes da Silva (ur. 2 stycznia 1959 w Salinas da Margarida) – brazylijski duchowny katolicki, w latach 2019–2024 arcybiskup Vitória da Conquista, arcybiskup metropolita Aracaju od 2024.

## Życiorys

### Prezbiterat
14 maja 1989 otrzymał święcenia kapłańskie z rąk kardynała Lucasa Moreiry Nevesa i został inkardynowany do archidiecezji São Salvador da Bahia. Był m.in. wicerektorem i rektorem seminarium propedeutycznego, wikariuszem dla rejonu Rio Vermelho e Federação, a także wykładowcą miejscowego katolickiego uniwersytetu i instytutu teologicznego.

### Episkopat
12 stycznia 2005 został mianowany biskupem pomocniczym archidiecezji São Salvador, ze stolicą tytularną Gummi in Byzacena. Sakry biskupiej udzielił mu 10 marca 2005 kardynał Geraldo Majella Agnelo.
15 grudnia 2010 papież Benedykt XVI mianował go biskupem ordynariuszem diecezji Barreiras.
9 października 2019 papież Franciszek mianował go arcybiskupem metropolitą Vitória da Conquista. Ingres odbył się 14 grudnia 2019.
13 marca 2024 został mianowany arcybiskupem metroplitą Aracaju. 